# سباستیانو روسی
سباستیانو روسی(به ایتالیایی: Sebastiano Rossi) (زاده ۲۰ ژوئیه ۱۹۶۴ در چزنا) دروازه‌بان بازنشسته ایتالیایی است.

## رکورد سری آ
او در فصل ۹۴–۱۹۹۳ دروازه آ.ث. میلان را بمدت ۹۲۹ دقیقه بسته نگاه داشت و از این حیث بیش از ۲۰ سال است که رکورد سری آ را در اختیار دارد. در همان فصل رکوردی ۶۹۰ دقیقه‌ای نیز از خود برجای گذاشته که او را در رده دهم رکوردداران قرار داده‌است.

## افتخارات
- آ.ث. میلان:
  - لیگ قهرمانان اروپا: ۱۹۹۴
  - سوپر جام اروپا: ۱۹۹۰, ۱۹۹۴
  - جام بین قاره‌ای: ۱۹۹۰
  - سری آ: ۹۲–۱۹۹۱، ۹۳–۱۹۹۲، ۹۴–۱۹۹۳، ۹۶–۱۹۹۵، ۹۹–۱۹۹۸
  - سوپرکوپا ایتالیانا: ۱۹۹۲، ۱۹۹۳، ۱۹۹۴